# Розарій (збірка)
«Розарій» — збірка Анни Малігон, що містить більше сотні віршів, об'єднаних темою війни, та була опублікована в 2020 році видавництвом Старого Лева.

## Історія створення книги
Письменниця працювала над написанням збірки впродовж десяти років. Спочатку книга мала називатися «Мідь і мармур», як перший розділ збірки, який ідейно є дуже важливим. Однак після того, як було написано вірш «Розарій», авторка вирішила змінити назву. Як зазначила поетеса на онлайн-презентації книги, ця назва здалася їй більш органічною. Вона підкорила її багатогранністю, оскільки розарієм називають не лише трояндовий сад, а й вервечку та молитовник .
Автором післямови з досить поетичною назвою «Вона мліє від голосу» є Сергій Жадан. Він аналізує вірші Анни Малігон, розкриває їх глибинний сенс та додає власні коментарі та враження. 
Також до видання збірки долучилась відома українська художниця Катерина Садовщук, що працювала над візуальним оформленням книги. Її робота захоплює читача не менше, ніж поезія. Збірка проілюстрована зображеннями-рефлексіями, які тісно переплітаються з віршами, створюючи єдине бачення історії, прихованої на сторінках книги. Авторка збірки назвала чаклунство художниці «поліграфічним шедевром» та «колективною магією» .

## Зміст
- Мідь і мармур
- Спільнокореневі
- Мешканці піщаних годинників
- Amara karma
- Місяцева тінь
- Вибране
- Вона мліє від голосу (післямова)

## Вірші
Знайомство з книгою починається з циклу «Мідь і мармур», який задає тональність всій збірці та розкриває багато проблем. Вірші цього циклу сповнені відчайдушного болю через жахи війни, оскільки війна і є тим тлом, на якому твориться поезія та лунають історії ліричних героїв. Авторка говорить про криваве, проте залишає місце для надії. 
У цій книзі війна відображена через зрозумілі загальні образи: окопи, кулі, зброю, тому читач одразу відчуває страх і біль, чує голоси солдатів, що воюють на сході, бачить долі інших людей. 
У другому циклі "Спільнокореневі" основною стає жіноча тематика. У ньому здебільшого ніжні, проте часто болючі вірші. Також є багато поезій про дитинство. Вірші насичені жіночими молитвами та образами жінок: закоханих, таких, які звертаються до померлих та таких, що обтяжені власною самотністю. 
У циклах збірки також розкрита тема нещасливого кохання. 
Закінчується книга вибраними віршами.